# Bijelo Brdo (Rudo, BiH)
Bijelo Brdo je naselje u općini Rudo, Republika Srpska, BiH.
Nalazi se na samoj granici sa Srbijom, na pola puta između Višegrad (BiH) i Priboja (Srbija).
Selo se nalazi između dvije kotline, Limske, na južnoj strani, i Drinske, na sjevernoj strani, pa se selo nalazi na prijevoju. Mjesto okružuju i dvije planine, Zlatibor s istočne strane i Varda sa zapadne strane sela.

## Stanovništvo
Nacionalni sastav stanovništva 1991. godine, bio je sljedeći:
ukupno: 56
- Srbi - 56 (100%)